# Varanidae
Varanidés
Famille
Les Varanidés (Varanidae) sont une famille de lézards de la super-famille des Varanoidea (ordre des Squamata).
Cette famille comprend le genre actuel Varanus (les varans, environ 80 espèces carnivores ou frugivores) et plusieurs genres éteints. Les représentants connus les plus anciens de la famille vivaient au Crétacé supérieur en Mongolie.
Les familles actuelles les plus proches des Varanidés sont celles des Lanthanotidés (une seule espèce actuelle, Lanthanotus borneensis) et des Shinisauridés (une seule espèce actuelle, Shinisaurus crocodilurus).

## Liste des genres
Selon Dong et al. (2022) :
- †Aiolosaurus Gao and Norell, 2000 (Mongolie, Crétacé supérieur) ;
- †Archaeovaranus Dong et al., 2022 (Chine, Éocène) ;
- †Cherminotus Borsuk-Bialynicka, 1984 (Mongolie, Crétacé supérieur) ;
- †Ovoo Norell, Gao, & Conrad, 2008 (Mongolie, Crétacé supérieur) ;
- †Paravaranus Borsuk-Bialynicka, 1984 (Mongolie, Crétacé supérieur) ;
- †Proplatynotia Borsuk-Bialynicka, 1984 (Mongolie, Crétacé supérieur) ;
- †Saniwa Leidy, 1870 (Europe, Amérique du Nord, Éocène) ;
- †Saniwides Borsuk-Bialynicka, 1984 (Mongolie, Crétacé supérieur) ;
- †Telmasaurus Gilmore, 1943 (Mongolie, Crétacé supérieur) ;
- Varanus Shaw, 1790 (Afrique, Asie et Océanie).